# Читипа
Читипа (енгл. Chitipa) или Форт Хил (енгл. Fort Hill) је главни град дистрикта Читипа у Северном региону Малавија. Налази се близу тромеђе Малавија са Замбијом и Танзанијом. У Читипи је рођен малавијски адвокат, политичар и филантроп Џејмс Мбове Ниондо. 

## Демографија
Према последњем попису 2008. године становништво Читипе се повећало за 36%.
| Година | Популација |
| ------ | ---------- |
| 1987   | 4 925      |
| 1998   | 7 136      |
| 2008   | 11 160     |